# Мидуэй (тауншип, округ Коттонвуд, Миннесота)
Мидуэй (англ. Midway) — тауншип в округе Коттонвуд, Миннесота, США. На 2000 год его население составило 297 человек.

## География
По данным Бюро переписи населения США площадь тауншипа составляет 89,7 км², из которых 88,7 км² занимает суша, а 0,9 км² — вода (1,04 %).

## Демография
По данным переписи населения 2000 года здесь находились 297 человек, 105 домохозяйств и 87 семей.  Плотность населения —  3,3 чел./км².  На территории тауншипа расположено 112 построек со средней плотностью 1,3 построек на один квадратный километр. Расовый состав населения: 94,95 % белых, 1,68 % азиатов, 2,36 % — других рас США и 1,01 % приходится на две или более других рас. Испанцы или латиноамериканцы любой расы составляли 2,02 % от популяции тауншипа. 75,9 % населения составляли немцев и 8,9 % норвежцев по данным переписи населения 2000 года.
Из 105 домохозяйств в 37,1 % воспитывались дети до 18 лет, в 80,0 % проживали супружеские пары, в 1,9 % проживали незамужние женщины и в 17,1 % домохозяйств проживали несемейные люди. 13,3 % домохозяйств состояли из одного человека, при том 7,6 % из — одиноких пожилых людей старше 65 лет. Средний размер домохозяйства — 2,83, а семьи — 3,14 человека.
30,0 % населения — младше 18 лет, 6,4 % — в возрасте от 18 до 24 лет, 24,9 % — от 25 до 44, 18,5 % — от 45 до 64, и 20,2 % — старше 65 лет. Средний возраст — 38 лет. На каждые 100 женщин приходилось 100,7 мужчин.  На каждые 100 женщин старше 18 приходилось 108,0 мужчин.
Средний годовой доход домохозяйства составлял 38 750 долларов, а средний годовой доход семьи —  39 875 долларов. Средний доход мужчин —  27 917  долларов, в то время как у женщин — 16 500. Доход на душу населения составил 19 818 долларов. За чертой бедности находились 1,9 % семей и 7,3 % всего населения тауншипа, из которых 21,1 % младше 18 лет.